# Matsiranna
Koordinaten: 58° 21′ N, 22° 50′ O
Matsiranna ist ein Dorf (estnisch küla) auf der größten estnischen Insel Saaremaa. Es gehört zur Landgemeinde Saaremaa (bis 2017: Landgemeinde Pihtla) im Kreis Saare.
Das Dorf hat nur noch zwei Einwohner (Stand 2014).